# Cribrinopsis fernaldi
Cribrinopsis fernaldi är en havsanemonart som beskrevs av August Siebert och Spaulding 1976. Cribrinopsis fernaldi ingår i släktet Cribrinopsis och familjen Actiniidae. Inga underarter finns listade i Catalogue of Life.

## Bildgalleri

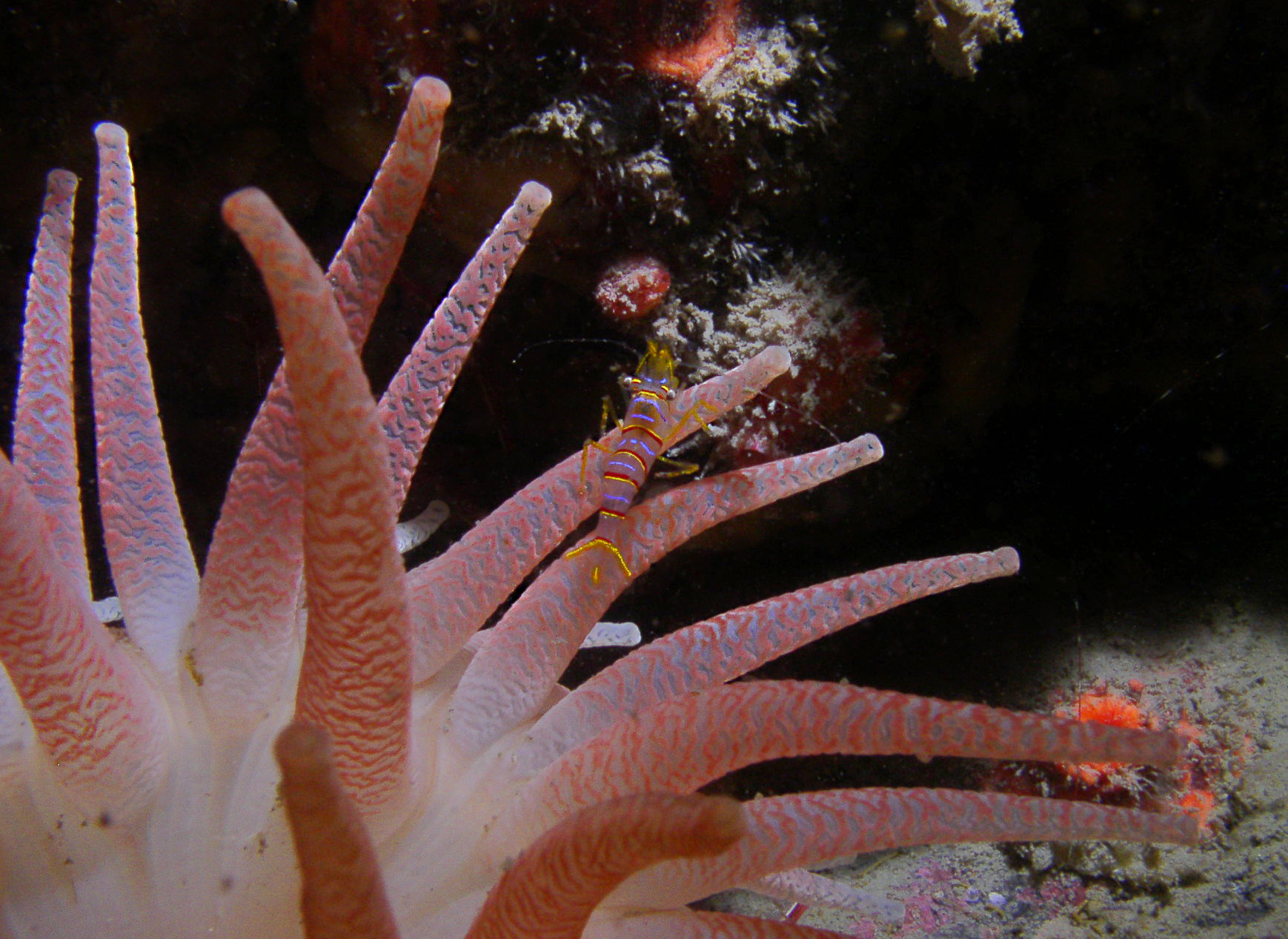
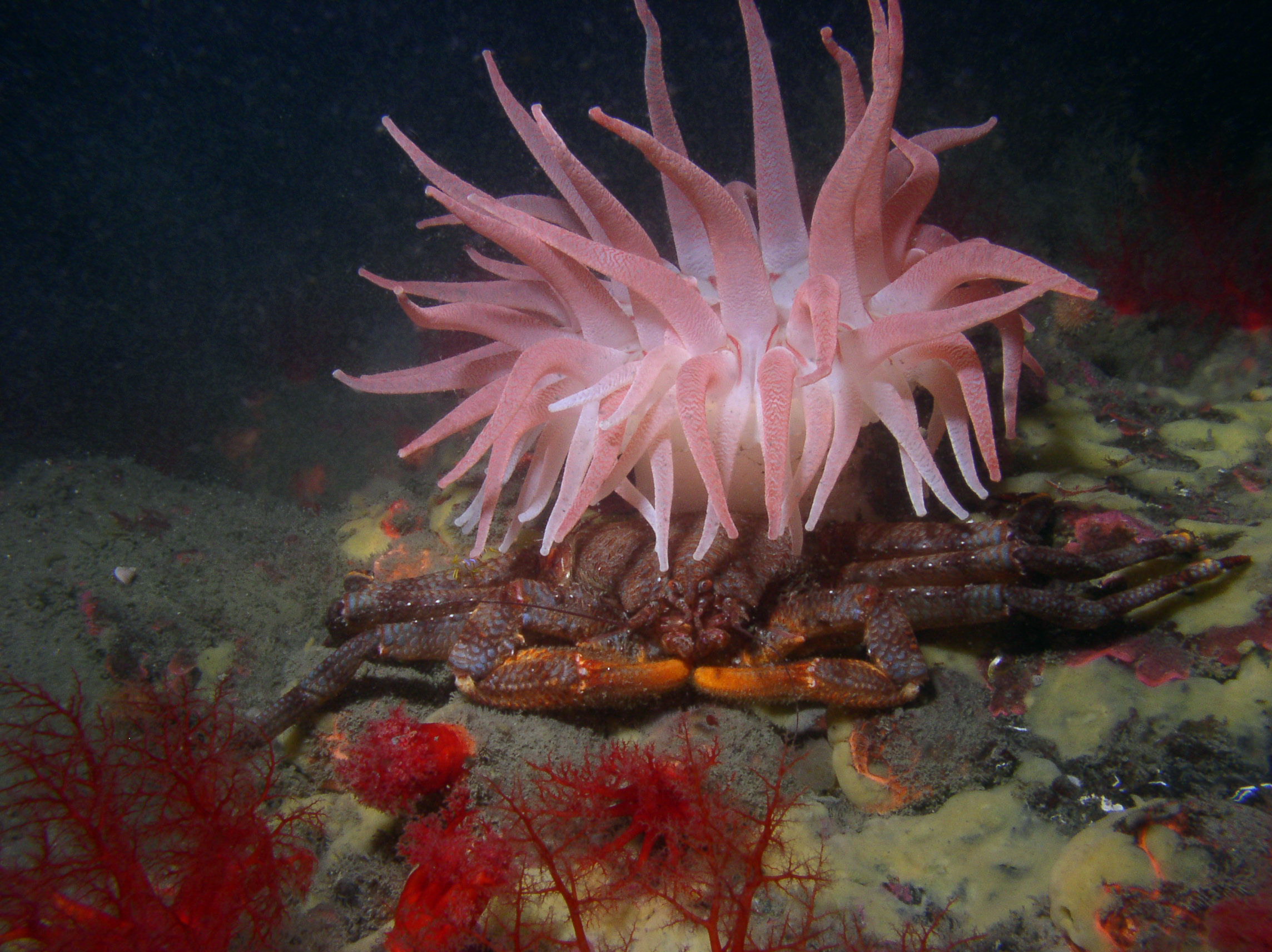